# Juan Francisco París
Juan Francisco París Parra fue un militar español, miembro del Real Ejército de España, nacido en Madrid del hogar de Francisco Vicente París Marín y de Antonia Parra, y muerto en México en la acción de El Bejuco, cuando intentaba bloquear el avance de las tropas del general rebelde Juan Álvarez.

## Trayectoria militar
En los índices de los Archivos Generales de Indias figura en 1808 como capitán general del Virreinato de Nueva España. Más adelante vuelve a aparecer su nombre por haber sido encargado por el virrey Francisco Xavier Venegas de contener a los revolucionarios que en el Sur del país estaban organizándose bajo el liderazgo del clérigo insurgente José María Morelos y Pavón, quien en solo una marcha, había logrado convocar a más de cien hombres y provocar la huida del capitán Juan Antonio Fuentes, comandante de la III división de milicias, quien no contaba con pie de fuerza para resistir una arremetida de la masa rebelde a su llegada a Técpan. Pudo luego de esa acción, ocupar Morelos el amenazante punto sobre Acapulco llamado El Aguacatillo.
París, con el rango de capitán, fue encargado de conformar una nueva división con habitantes de la Costa, cuerpo que se denominó V División de Milicias de Oaxaca. Al mando de 1.500 hombres, París inició su campaña tomando como punto de avance la hacienda de san Marcos. Para contener este movimiento, Morelos envió a Rafael Valdovinos sobre la costa de Xamiltepeque. París logró la dispersión en Arroyo Moledor de la guerrilla enemiga el 1.º de diciembre, según cronistas, con maniobras de poca altura para hombres de guerra. A París se le acusa de haber ordenado el arresto y muerte del mensajero de Valdovinos, Victoria Murga, quien abogó por no derramar sangre al encuentro de las tropas. Días después, en combinación con tropas de la VI división al mando del capitán Sánchez Pareja, París ocupó El Aguacatillo, recuperando parcialmente la seguridad de Acapulco. El 10 de diciembre París derrotó en Ometepec a Julián de Ávila y Mariano Tapia que marchaban a atacar Jamiltepec. El 13 de diciembre, respaldado por aproximadamente mil hombres, atacó el punto de La Sabana en donde se hallaba acantonado Julián Ávila, quien con cerca de seiscientos hombres, logró resistir la arremetida realista, lo que hizo que París tuviera que reubicarse en el sitio de Tres Palos.

## La Batalla de Tres Palos
Estando en Tres Palos, París comenzó a construir trincheras y demás infraestructura militar necesaria para la defensa del lugar. Pero contó con la mala suerte de tener entre sus filas al capitán Mariano Tavares, que según algunos historiadores, estaba molesto con sus superiores por haber sido confinado en prisión al protestar por la prisión del virrey José de Iturrigaray, y logrando el respaldo de cuatro anglosajones (Collé, David, Pedro Elías Bean y William Alendin), vendió la plaza.
Siguiendo la información de Tavares, Morelos envió el 4 de enero de 1811 a ochocientos hombres por el bosque hacia la retaguardia del campo de París, mientras que Julián Dávila, acompañado por sesenta, se lanzó sobre la artillería con la seguridad de conocer el santo y seña de acceso. Tomada la batería, los rebeldes inciciaron un fuego repetido al aire que generó confusión al interior del cuartel, logrando los rebeldes una contundente victoria con solo tres bajas en sus filas y cuatro del bastión enemigo. París, para salvar su vida, se envolvió en una sábana y comenzó a preguntar con fuerza ¿Dónde está Morelos? como acudiendo en su auxilio, logrando salir del lugar. Quedaron más de ochocientos efectivos de París como prisioneros del enemigo, con un número cercano de armamento en su poder.

## Aparente recuperación
El infalible dominio de Morelos en el Sur del reino tuvo un traspié en Cuautla, dispersión que hizo pensar al virrey en que el sur se encontraba pacificado. Corría el mes de mayo de 1812 cuando París había ocupado Ayutla, Chilapa y Tixtla, quedándose al frente del primer lugar y dejando tropas en los otros dos con divisiones al mando de los capitanes Añorbe y Cerro, quienes en un intento por llegar a Ayutla, se encontraron con la guerrilla al mando del comandante Hermenegildo Galeana y fueron diezmados. Solo vuelve a saberse de París hasta la acción en que perdió la vida.